# I piccoli maestri (film)
I piccoli maestri è un film del 1997 diretto da Daniele Luchetti e tratto dall'omonimo romanzo di Luigi Meneghello (che vi racconta le sue vicende da partigiano), girato in gran parte sull’Altopiano di Asiago, nella Val Posina e nella Valle del Mis.

## Trama
Nell'autunno del 1943 alcuni amici, studenti universitari vicentini, decidono a loro modo di opporsi all'invasione nazista dell'Italia e partono per l'altopiano dei Sette Comuni con la voglia di unirsi ad altri gruppi di partigiani. Ben presto però i ragazzi si accorgono di essere tanto bravi sui libri quanto poco bravi a fare la guerra.
Vagano dapprima tra i villaggi, e in seguito si spostano tra i boschi e le montagne dell'Altopiano di Asiago. Si uniranno a loro un operaio, un marinaio, il loro professore antifascista, il capitano Toni Giuriolo, e un giovane sottufficiale degli alpini, Dante. Si accorgeranno presto della difficoltà dell'impresa, infatti ogni decisione da prendere, ogni cosa da fare si trasforma in una discussione e le difficoltà sono tante.
Nessuno dei ragazzi se la sente o vuole veramente uccidere e si accorgono presto che quella che inizialmente era stata intrapresa come un'avventura idealistica e forse sottovalutata si è trasformata in cruda e pericolosa realtà.
Al primo rastrellamento serio dei nazisti, il gruppo si divide, con l'inverno si fanno sentire gli stenti, qualcuno viene ucciso. Un secondo rastrellamento invece vede le bande partigiane respingere i nazifascisti.
Molti dubbi attanagliano il gruppo, si discute di quali azioni sia meglio intraprendere, Gigi e Marietto decidono di andare a Padova e di continuare la loro lotta in città mentre il resto del gruppo preferisce rimanere in montagna. Nel corso di un fallito attentato ad un gerarca fascista, Marietto viene arrestato. Pochi giorni dopo il Comitato Partigiano decide di tentare la conquista di Padova; accorrono in città tutte le bande partigiane dei dintorni tra cui quella che Gigi aveva lasciato sulle montagne. La battaglia vede i partigiani avere la meglio sui nazifascisti, cosicché la città verrà liberata prima dell'arrivo degli alleati. Quando Gigi e Simonetta vanno incontro ad una colonna di carri armati inglesi che sta entrando in città, il protagonista non trova niente di meglio da dire che: "Non sarete mica tedeschi?".
Il film si chiude con Gigi e Marietto (torturato in prigione dai fascisti e tornato libero dopo la vittoria partigiana) che riflettono amaramente sull'irripetibilità di quella loro stagione così intensa e piena di gioia e sofferenze.

## Accoglienza
La pellicola è stata accolta molto tiepidamente dalle organizzazioni resistenziali e dall'A.N.P.I. nonostante sia molto fedele al testo del Meneghello.
Il motivo è da ricercarsi nella genuina spontaneità dei protagonisti, unita ad un giovanile utopistico e semplice obiettivo di vita; qualità che si contrappongono alla narrazione agiografica della Resistenza raccontata dalla storia ufficiale.